# Liste der Kulturdenkmale in Nesse-Apfelstädt
Die Liste der Kulturdenkmale in Nesse-Apfelstädt ist auf dem Stand vom 14. Juli 2016 und enthält gemäß dem Gesetz zur Pflege und zum Schutz der Kulturdenkmale im Land Thüringen (ThüDSchG) in der geltenden Fassung vom 24. Februar 2016 bzw. dem Ersten Gesetz zur Änderung des ThüDSchG vom 23. November 2005 die Kulturdenkmale der Gemeinde Nesse-Apfelstädt im thüringischen Landkreis Gotha, dessen östlichste Gemeinde sie ist.
Die Liste umfasst demzufolge die Kulturdenkmale der Ortsteile Apfelstädt, Gamstädt, Kleinrettbach, Ingersleben, Kornhochheim und  Neudietendorf.
Hinweis: Die Liste kann Änderungen unterworfen sein, die hier nicht erscheinen. In Einzelfällen kann die aktuelle Liste bei der Unteren Denkmalschutzbehörde des Landratsamtes oder beim Bauamt der jeweiligen Gemeinde eingesehen werden.

## Definitionen
Der Schutz der unbeweglichen Kulturdenkmale entsteht bereits durch das Vorliegen der gesetzlichen Voraussetzungen des § 2 des Thüringer Denkmalschutzgesetzes und ist nicht von der Eintragung in die Denkmalliste des Landes oder der Gemeinden abhängig. Das bedeutet, dass auch Objekte, die nicht in einer Denkmalliste verzeichnet sind, durchaus Denkmale sein können.

### Kulturdenkmale
Laut § 2 des Thüringer Denkmalschutzgesetzes sind Kulturdenkmale alle Sachen, Sachgesamtheiten oder Sachteile, die aus geschichtlichen, künstlerischen, technischen, wissenschaftlichen, volkskundlichen oder städtebaulichen Gründen sowie aus Gründen der historischen Dorfbildpflege ein öffentliches Interesse besteht. Zu den Kulturdenkmalen werden auch Denkmalensembles und Bodendenkmale gezählt.

#### Denkmalensemble
Um ein Denkmalensemble kann es sich handeln bei:
- baulichen Gesamtanlagen: Bauliche Gesamtanlagen sind insbesondere Gebäudegruppen, einheitlich gestaltete Quartiere und Siedlungen und historische Ortskerne einschließlich der mit ihnen verbundenen Pflanzen, Frei- und Wasserflächen.

- kennzeichnenden Straßen-, Platz- oder Ortsbildern: Ein kennzeichnendes Straßen-, Platz- oder Ortsbild ist insbesondere gegeben, wenn das Erscheinungsbild der Anlage für eine bestimmte Epoche oder Entwicklung oder für eine charakteristische Bauweise mit auch unterschiedlichen Stilarten kennzeichnend ist.

- kennzeichnende Ortsgrundrisse: Ein kennzeichnender Ortsgrundriss ist gegeben, wenn das Erscheinungsbild der Anlage für eine bestimmte Epoche oder Entwicklung charakteristisch ist, insbesondere im Hinblick auf Orts- und Siedlungsformen, Straßenführungen, Parzellenstrukturen und Festungsanlagen.

- historischen Park- und Gartenanlagen: Historische Park- und Gartenanlagen sind Werke der Gartenbaukunst, deren Lage sowie architektonische und pflanzliche Gestaltung von der Funktion der Anlage als Lebensraum und Selbstdarstellung früherer Gesellschaftsformen und der von ihr getragenen Kultur Zeugnis geben. Dazu zählen auch Tier- und botanische Gärten, soweit sie eine eigene historische und architektonische Gesamtgestaltung besitzen.

- historischen Produktionsstätten und -anlagen.

Nicht alle Teile eines Denkmalensembles müssen Kulturdenkmal sein, um als Kulturdenkmal zu gelten.

#### Bodendenkmal
Bewegliche oder unbewegliche Sachen, die im Boden oder unter Wasser verborgen waren oder sind und die Auskunft geben über tierisches oder pflanzliches Leben (paläontologische Denkmale) oder die Zeugnisse, Überreste oder Spuren der menschlichen Kultur (archäologische Denkmale) darstellen, sind Bodendenkmale.

## Geschichtlicher Hintergrund
Nesse-Apfelstädt ist eine kreisangehörige Gemeinde im thüringischen Landkreis Gotha.

### Geschichte
Die urkundlich nachweisbar ältesten Orte der Gemeinde sind Apfelstädt mit einem Ersterwähnungsjahr 704 und Kleinrettbach (775-802).
Die Landgemeinde Nesse-Apfelstädt entstand am 1. Dezember 2009 durch die Fusion der Gemeinden Apfelstädt, Gamstädt, Ingersleben und Neudietendorf.  Zuvor waren die Ortsteile der Gemeinde schon in der Verwaltungsgemeinschaft Nesse-Apfelstädt-Gemeinden zusammengeschlossen, diese wurde zeitgleich mit Entstehung der Gemeinde aufgelöst. Bis 1994, dem Gründungsjahr der Verwaltungsgemeinschaft, war Kleinrettbach ein Ortsteil von Gamstädt und Kornhochheim ein Ortsteil von Neudietendorf. Benannt ist die Gemeinde nach den beiden Flüssen Nesse und Apfelstädt. Die Nesse ist jedoch nur Grenzfluss der Gemeinde und durchfließt sie nicht.
Sitz der Gemeinde ist Neudietendorf.

## Denkmalensembles

### Bauliche Gesamtanlagen
Folgende Denkmalensembles sind als „Kennzeichnendes Straßen-, Platz- und Ortsbild“ nach § 2 Abs. (2) Nr. 2 und Abs. (4) ThürDSchG aufgeführt:

| Bild            | Bezeichnung                              | Lage                                       | Datierung | Beschreibung | ID |
| --------------- | ---------------------------------------- | ------------------------------------------ | --------- | --- | -- |
| Fotos hochladen | Evangelische Brüdergemeine Neudietendorf | Kirchstraße 13, Flurstück: 2-334 (Karte)   |           | Kirchsaal |    |
| Fotos hochladen | Zinzendorfhaus                           | Zinzendorfplatz, Flurstück: 2-336 (Karte)  |           | |    |
| Fotos hochladen | Gottesacker der Herrnhuter Brüdergemeine | Kirchstraße 13, Flurstück: 2-334/1 (Karte) |           | Der „Gottesacker“ der Brüdergemeine wurde 1743 mit der Ansiedlung der böhmischen und mährischen Familien der Brüdergemeine angelegt, das älteste noch erhaltene Grab ist von 1743 und erinnert an das Gemeindemitglied Elisabeth Keller. Der Gottesacker soll in seiner Schlichtheit ein Zeugnis der christlichen Gemeinde sein, daher ist jedes Grab gleichartig und hat einen einfachen liegenden Stein mit den Lebensdaten und einem Bibelspruch. Tatsächlich werden die Bestattungsvorschriften bis heute befolgt: alle Gräber des Friedhofs sind schlicht und gleichartig gestaltet, sie werden in dichter Reihung ebenerdig im Rasen angeordnet. Die Gräber werden in chronologischer Folge angelegt, auch trennt man Brüder- und Schwester-Gräber, es gibt keine Familiengräber. Zudem bleiben alle Gräber erhalten, es werden auch keine Bestattungen ausgegraben, folglich waren zwei Erweiterungen in den Jahren 1765 und 1827 zur Vergrößerung der Anlage erforderlich. Die Reserveflächen wurden zwischenzeitlich durch Hecken und neue Wege begrenzt, Baumpflanzungen bieten Schatten und Schutz vor Regen, heute weist der Friedhof rund 2100 Grabstellen auf und wird weiterhin als christlicher Friedhof genutzt. |    |

### Kennzeichnendes Straßenbild
| Bild            | Bezeichnung                                             | Lage                                                                    | Datierung | Beschreibung | ID |
| --------------- | ------------------------------------------------------- | ----------------------------------------------------------------------- | --------- | ------------ | -- |
| Fotos hochladen | Näheres siehe auf der Wikipedia-Seite von Neudietendorf | Bahnhofstraße, Bahnhofstraße, Flurstück: 2-310 (Karte)                  |           |              |    |
| Fotos hochladen | Zinzendorfplatz                                         | Zinzendorfplatz, Flurstück: 2-349 (Karte)                               |           |              |    |
| Fotos hochladen | Zinzendorfstraße                                        | Zinzendorfstraße, Flurstück: 2-329/2, 2-329/5, 2-388/3, 2-329/1 (Karte) |           |              |    |

## Einzeldenkmale § 2 Abs. (1) Nr. ThürDSchG

### Sakralbauten
| Bild            | Bezeichnung                                                                                    | Lage                                                               | Datierung | Beschreibung | ID |
| --------------- | ---------------------------------------------------------------------------------------------- | ------------------------------------------------------------------ | --------- | ------------ | -- |
| Fotos hochladen | Kirche mit Ausstattung und Kirchhof                                                            | Gamstädt, Straße der DSF 3 , Flurstück: 1-77/4 (Karte)             |           |              |    |
| Fotos hochladen | Kirche St. Severi                                                                              | Kleinrettbach, Kirchgasse, Flurstück: 4-104-106 (Karte)            |           |              |    |
| Fotos hochladen | Kirche St. Maria mit Ausstattung, 12. Jahrhundert mit Erweiterungen im 18. und 20. Jahrhundert | Ingersleben, Karl-Marx-Straße 34, Flurstück: 2-280 (Karte)         |           |              |    |
| Fotos hochladen | Kirche St. Johannis                                                                            | Neudietendorf, Drei-Gleichen-Straße 33, Flurstück: 1-117/2 (Karte) |           |              |    |
| Fotos hochladen | Kirche St. Nikolaus mit Ausstattung und Kirchhof                                               | Kornhochheim, Dorfplatz 1, Flurstück: 1-99 (Karte)                 |           |              |    |
| Fotos hochladen | Kirche St. Walpurgis mit Ausstattung                                                           | Apfelstädt, Kirchgasse 1, Flurstück: (Karte)                       |           |              |    |

### Profanbauten (nach Straßen)

#### Apfelstädt
| Bild            | Bezeichnung                                   | Lage                                              | Datierung | Beschreibung | ID |
| --------------- | --------------------------------------------- | ------------------------------------------------- | --------- | --- | -- |
| Fotos hochladen | Marienturm                                    | Hainstraße 19, Flurstück: 1-84/3 (Karte)          |           | Der romanische Turm ist seit Ende des 19. Jahrhunderts Bestandteil eines Schulgebäudes. Die Marienkirche, wahrscheinlich aus dem Jahre 1396, war eine Filialkirche, wurde später als Malz- und Darrhaus genutzt und dann bis auf den Turm abgerissen. 1992 wurde der Turm saniert. In den Folgejahren wurde dort ebenfalls eine Ausstellung zur ländlichen Lebensweise eingerichtet. |    |
| Fotos hochladen | Wohnhaus                                      | Hauptstraße 5, Flurstück: 1-153/2 (Karte)         |           | |    |
| Fotos hochladen | Wohnhaus mit Tür und Straßenfront             | Hauptstraße 9, Flurstück: 1-151 (Karte)           |           | |    |
| Fotos hochladen | Stein in Fassade                              | Hauptstraße 12, Flurstück: 1-166/1 (Karte)        |           | In der Toreinfahrt |    |
| Fotos hochladen | Wohnhaus                                      | Hauptstraße 14, Flurstück: 1-167 (Karte)          |           | |    |
| Fotos hochladen | Wohnhaus                                      | Hauptstraße 19, Flurstück: 1-135/1 (Karte)        |           | |    |
| Fotos hochladen | Waidstein                                     | Hauptstraße 31, Flurstück: 1-128 (Karte)          |           | Der Waidmühlstein ist jetzt (2016) vor dem Haus Nr. 37 fast völlig eingegraben, vermutlich um ihn beim Haus Nr. 31 vor Verlust oder Beschädigung zu schützen, da dieses ein Trümmergrundstück ist. |    |
| Fotos hochladen | Fachwerkhaus                                  | Hauptstraße 37, Flurstück: 1-125 (Karte)          |           | |    |
| Fotos hochladen | Freitreppe                                    | Hauptstraße 38, Flurstück: 1-16/2 (Karte)         |           | |    |
| Fotos hochladen | Wohnhaus                                      | Hauptstraße 54, Flurstück: 1-30 (Karte)           |           | |    |
| Fotos hochladen | Rest Dorfmauer                                | Kastanienweg, Flurstück:                          |           | Diese „alte Dorflehmmauer“ wurde mit finanzieller Unterstützung des Arbeitsamtes Gotha durch das „Förder- und Bildungswerk Gartenbau, Landschaftspflege, Umwelt und Forsten Thüringen e.V: Erfurt“ 1997 im Rahmen einer Arbeitsbeschaffungsmaßnahme rekonstruiert. |    |
| Fotos hochladen | Turm von St. Walpurgis                        | Kirchgasse 3, Flurstück: 1-1 (Karte)              |           | |    |
| Fotos hochladen | Pfarrhaus mit Nebengebäude                    | Kirchgasse 4, Flurstück: 1-1/1 (Karte)            |           | Das Bild zeigt nur die Nebengebäude |    |
| Fotos hochladen | ehem. Mühle mit Ausstattung und Nebengebäuden | Mühlgasse 4, Flurstück: 1-118/4 (Karte)           |           | |    |
| Fotos hochladen | Lateinisches Kreuz                            | Riedweg/Gutenbergweg, Flurstück: 1-165/10 (Karte) |           | Das mittelalterliche Steinkreuz am westlichen Ortsausgang in Richtung Wandersleben. Hierzu berichtet die Infotafel am Steinkreuz, dass es zwischen 1400 und 1450 zum Gedenken an einen an dieser Stelle verunglückten oder getöteten Menschen errichtet wurde. Seit 1657 ist es in Flurkarten nachweisbar („am Creutze“). Eine örtliche Sage sagt hierzu aus, dass die Apfelstädter hier einen dänischen Obristen getötet und begraben haben. Daher der Name „Schwedenkreuz“. Eine andere volksmündliche Überlieferung berichtet von einem verunglückten Fuhrmann. Standort und Orientierung des Kreuzes deuten den Verlauf der von Erfurt kommenden alten Handelsstraße an, die von hier aus direkt auf den Fuhrmannsgasthof Freudenthal zustrebte. |    |
| Fotos hochladen | Malteserkreuz, „Seitz-Kreuz“                  | Sülzenbrücker Straße/K 22, Flurstück: (Karte)     |           | Das Steinkreuz am Radweg in Richtung Sülzenbrücken stammt aus dem 19. Jahrhundert. Es wurde am 23. März 1898 vom Erfurter Rentner Seitz zum Andenken an seinen 18-jährigen Sohn errichtet, der hier am 27. Juni 1897 „bei einer Corsofahrt hiesiger und auswärtiger Radfahrer“ verunglückte und einen Tag später in Erfurt seinen Verletzungen erlag. Das Steinkreuz war bis zu einer Beschädigung um 1970 etwa doppelt so hoch und musste im Laufe der Zeit mehrfach wieder aufgerichtet werden. In seiner Formgebung ist es einmalig in Thüringen, wie die Infotafel berichtet. Eine ähnliche Form, mit nicht ganz so stark ausgeprägten Verjüngungen zur Kreuzmitte hin, hat allerdings das „Erfurter Steinkreuz“ in Kleinrettbach. Das hiesige Kreuz ist jedoch mit etwa 60 cm sichtbarer Höhe (heute) wesentlich kleiner. Seitz verband die Errichtung des Kreuzes mit einer Stiftung zu Gunsten bedürftiger Einwohner in Apfelstädt. |    |

#### Gamstädt
| Bild            | Bezeichnung | Lage                                        | Datierung | Beschreibung | ID |
| --------------- | ----------- | ------------------------------------------- | --------- | ------------ | -- |
| Fotos hochladen | Wohnhaus    | Breite Straße 38, Flurstück: 1-38/1 (Karte) |           |              |    |
| Fotos hochladen | Hofanlage   | Lange Straße 12, Flurstück: 1-6/5 (Karte)   |           |              |    |
| Fotos hochladen | Wohnhaus    | Lange Straße 22, Flurstück: 1-15 (Karte)    |           |              |    |
| Fotos hochladen | Wohnhaus    | Lange Straße 23, Flurstück: 1-16 (Karte)    |           |              |    |

#### Ingersleben
| Bild            | Bezeichnung       | Lage                                                         | Datierung | Beschreibung | ID |
| --------------- | ----------------- | ------------------------------------------------------------ | --------- | --- | -- |
| Fotos hochladen | Gasthaus mit Saal | Ernst-Haeckel-Platz 1, Flurstück: 2-341 (Karte)              |           | Gasthaus „Zur Schenke“, um 1630/40, Saal von 1912 |    |
| Fotos hochladen | Wohnhaus          | Ernst-Haeckel-Platz 4, Flurstück: 2-367 (Karte)              | um 1700   | |    |
| Fotos hochladen | Pfarrhof          | Ernst-Haeckel-Platz 6, Flurstück: 2-366 (Karte)              |           | Pfarrhaus von 1720, Nebengebäude von 1810. Die Gemeinde hat 2003 beantragt, das Objekt aus der Denkmalliste zu löschen.                                                                                            |    |
| Fotos hochladen | Ehem. Rittergut   | Karl-Marx-Straße 40, Flurstück: 2-282/3 (Karte)              |           | Gutshaus um 1600, Pferdestall 1800, heute Heimatmuseum |    |
| Fotos hochladen | Wohnhaus          | Max-Laumann-Straße 1, Flurstück: 2-266 (Karte)               |           | „Freisassenhaus“. Eine etwa 2014 durchgeführte dendrochronologische Untersuchung ergab ein Baujahr von 1568. Damit ist das Freisassenhaus das älteste Bauernhaus in Ingersleben und das viertälteste in Thüringen. |    |
| Fotos hochladen | Brücke            | Mühlgasse, Flurstück: bei 2-351/2 (Karte)                    |           | Brücke über den Mühlgraben von 1812 |    |
| Fotos hochladen | Brücke            | Marienthal, Flurstück: bei 2-394/3 (Karte)                   |           | Brücke über die Apfelstädt von 1752 |    |
| Fotos hochladen | Schule            | Schulstraße 9, Flurstück: 2-154/1 (Karte)                    |           | Bürgerhaus „Alte Schule“ von 1879 |    |
| Fotos hochladen | Turnhalle         | Südstraße 4, Flurstück: 2-188 (Karte)                        |           | Erbaut von 1928–1929, saniert 1998–2000 und 2016 |    |
| Fotos hochladen | Sühnekreuz        | Holzbergstraße (?), Molsdorfer Weg, Flurstück: 2-440 (Karte) |           | 1686 |    |

#### Kleinrettbach
| Bild            | Bezeichnung | Lage                             | Datierung | Beschreibung | ID |
| --------------- | ----------- | -------------------------------- | --------- | ------------ | -- |
| Fotos hochladen | Wohnhaus    | Ecke 18, Flurstück: 4-65 (Karte) |           |              |    |

#### Kornhochheim
| Bild            | Bezeichnung                   | Lage                                            | Datierung | Beschreibung                                          | ID |
| --------------- | ----------------------------- | ----------------------------------------------- | --------- | ----------------------------------------------------- | -- |
| Fotos hochladen | Wohnhaus                      | Dorfplatz 11, Flurstück: (Karte)                |           |                                                       |    |
| Fotos hochladen | Hofanlage                     | Dorfplatz 12, Flurstück: 1-78 (Karte)           |           |                                                       |    |
| Fotos hochladen | Hofanlage                     | Dorfplatz 17, Flurstück: (Karte)                |           |                                                       |    |
| Fotos hochladen | Brunnenhaus                   | Dorfplatz, Flurstück: 1-82 (Karte)              |           | „Davids Born“                                         |    |
| Fotos hochladen | Dorfmauer mit Eingangspforten | Nördliche Ortslage, Flurstück: 1-45 (Karte)     |           |                                                       |    |
| Fotos hochladen | Brücke                        | Flur „Am Pferdegehege“, Flurstück: 1-45 (Karte) |           | Brücke über den Weidbach, im Jahre 2015 stabilisiert. |    |

#### Neudietendorf
| Bild            | Bezeichnung            | Lage                                                       | Datierung | Beschreibung | ID |
| --------------- | ---------------------- | ---------------------------------------------------------- | --------- | --- | -- |
| Fotos hochladen | Wohnhaus               | Bahnhofstraße 2, Flurstück: 2-313/1 (Karte)                |           | Wohnhaus mit typischer Außentreppe |    |
| Fotos hochladen | Wohnhaus               | Bahnhofstraße 14, Flurstück: 2-305 (Karte)                 |           | Wohnhaus mit typischer Außentreppe |    |
| Fotos hochladen | Ehem. Siegellackfabrik | Bahnhofstraße 15/Kirchstraße 3, Flurstück: 2-304/3 (Karte) |           | Die ehemalige Siegellackfabrik mit dem schieferverkleideten Kranaufzug. Sie wurde von Nicolaus Jacob Lilliendahl (1738–1805) als Fabrik mit Herrschaftshaus im Jahre 1778 erbaut. Die Produktion der Lacke erfolgte bis 1985 nach der Originaltechnologie. Bis 1996 wurde das Haus als Wohnhaus benutzt, wobei seit 1990 schrittweise Instandsetzungsarbeiten vorgenommen wurden. Seit dem 15. Dezember 1998 befindet sich der evangelische Kindergarten „Die Arche“ im Gebäude. Hierzu passend ist auch ein Gemälde einer Arche Noah an der Hauswand angebracht. |    |
| Fotos hochladen | Wohnhaus Krüger-Villa  | Bergstraße 9, Flurstück: 3-556 (Karte)                     |           | |    |
| Fotos hochladen | Wohnhaus               | Drei-Gleichen-Straße 19, Flurstück: 1-109/1 (Karte)        |           | |    |
| Fotos hochladen | Wohnhaus               | Drei-Gleichen-Straße 34, Flurstück: 1-118 (Karte)          |           | Das Anwesen war bis zur 2. Hälfte des 17. Jahrhunderts ein Sitz der Landadligen von Wittern. Mitte des 18. Jahrhunderts wurde das Hauptgebäude nach einem Brand mit dem barocken Mansarddach, unter Verwendung der mittelalterlichen Kellergewölbe und der gotischen Sandsteintür wieder aufgebaut. Seit der 2. Hälfte des 18. Jahrhunderts bis 1978 war das Gebäude die „Kirchschule“, Dorfschule von Neudietendorf. Hier lebte und arbeitete Johann Michael Aghte als Lehrer, Kantor und Pflanzenzüchter. Aghte war Stiefvater von Carl Bechstein (1826–1900), der in diesem Hause seine Jugend verbrachte und der später als Klavierbauer eine Berühmtheit wurde. Aghtes Tochter Auguste wurde 1849 die Gemahlin von August Köhler (1821–1879), der hier ebenfalls zur Schule ging und später als Kindergartenpädagoge und Nachfolger von Fröbel bekannt wurde. Mitte des 19. Jahrhunderts wurde der westliche Klassenraumanbau (links im Bild) errichtet und Mitte des 20. Jahrhunderts das Dachgeschoss als Lehrerwohnung ausgebaut. Von 1999 bis 2001 wurde das Gebäude durch die Gemeinde Neudietendorf komplett saniert, mit Einbau eines neuen Treppenhauses und fünf Wohnungseinheiten. |    |
| Fotos hochladen | Ehemaliges Gutshaus    | Zinzendorfstraße 16, Flurstück: 2-344/2 (Karte)            |           | Im Jahre 1734 erwarb Reichsgraf Gustav Adolf von Gotter das verwahrloste Lehnsgut „Alte Hof“, das gegenüber Dietendorf am damals linken Apfelstädtufer lag. |    |
| Fotos hochladen | Wohnhaus               | Zinzendorfstraße 22, Flurstück: 2-391/1 (Karte)            |           | Wohn- und Geschäftshaus einer Floristin |    |

## Nicht aufgeführte Objekte
„Nicht aufgeführte Objekte“ sind nicht Teil der offiziellen Denkmalliste.
Verschiedene Objekte sind nicht aufgeführt. Die Gründe können sein:
- die Grundstücksbesitzer haben beantragt, das Objekt aus der Liste zu streichen
- das Objekt besteht nicht mehr
- das Objekt stand nicht zur Eintragung in die Liste zur Debatte

### Einzeldenkmale
| Bild            | Bezeichnung                   | Lage                                                       | Datierung | Beschreibung | ID |
| --------------- | ----------------------------- | ---------------------------------------------------------- | --------- | --- | -- |
| Fotos hochladen | Preußischer Adler             | Gamstädt, B7, Flurstück: Nördl. Ende von 2-169 (Karte)     |           | Grenzadler: An der östlichen Gemarkungsgrenze, die einmal die Grenze des Herzogtums Sachsen-Coburg und Gotha zum Königreich Preußen darstellte und heute die zwischen dem Landkreis Gotha und der Stadt Erfurt, bemerkt man an der südlichen Straßenseite der Bundesstraße B7 in der Kurve einen Grenzadler, ein etwa 1,50 m hoher Sandstein, einst mit preußischem Adler. Ihm gegenüber auf der anderen Straßenseite steht das „Zollhaus“, das früher als Zollstation diente und heute einen Gewerbebetrieb beherbergt. Als Grenz- und Poststation fungierte es zusammen mit einem nicht mehr existierenden Gebäude, das auf der Straßensüdseite stand, wie aus alten Karten zu entnehmen ist. |    |
| Fotos hochladen | Weimarischer Hof              | Gamstädt, Landstraße 85, Flurstück: 1-55/3 (Karte)         |           | ehem., historische Gaststätte |    |
| Fotos hochladen | Grabslebener Steinkreuz       | Kleinrettbach, Matternweg , Flurstück: 3-879/672 (Karte)   |           | |    |
| Fotos hochladen | Erfurter Steinkreuz           | Kleinrettbach, Grüne Aue, Flurstück: 6-6 (Karte)           |           | |    |
| Fotos hochladen | Obermühle oder Zitzmann-Mühle | Ingersleben, Karl-Marx-Straße 1 , Flurstück: 4-3/8 (Karte) |           | Einziger noch arbeitender Wassermühlenbetrieb an der Apfelstädt |    |
| Fotos hochladen | Untermühle                    | Ingersleben, Mühlgasse 11a , Flurstück: 2-349/3 (Karte)    |           | Die Mühle wurde 1441 errichtet und von 2002 bis 2005 aufwändig als Wohnensemble saniert. Der Fachwerkbau verfügt über ein rekonstruiertes Mühlrad, das einen Generator zur Stromerzeugung antreibt. Der ursprüngliche, bis 1945 tätige Generator, der das Rittergut mit Strom versorgt hatte, wurde von der sowjetischen Besatzungsmacht demontiert und in die UdSSR verbracht. Die Untermühle war die frühere Gutsmühle von 1441, ihr gegenüber auf der anderen Seite des Mühlgrabens lag das Herrenhaus, die nach dem Krieg abgerissene schlossähnliche „Villa“ in einem gleichzeitig abgeholzten Park.                                                                                       |    |
| Fotos hochladen | Schwemme                      | Kornhochheim, Dorfplatz, Flurstück: (Karte)                |           | Auf der Südseite des Dorfplatzes dominiert die „Schwemme“, der vormalige Dorfteich. Im 20. Jahrhundert diente dieses Wasserbecken vor allem als Löschwasserteich; es wurde in der vorhandenen Form als Ortbetonbecken vor dem Ersten Weltkrieg angelegt. In den Jahrhunderten zuvor hatte es noch den echten Dorfteichcharakter, man konnte damals in trockenen Sommern die hölzernen Pferdewagen hineinfahren, um das Auseinanderfallen der Räder zu vermeiden. Sicher weist der Name „Schwemme“ auch darauf hin, dass hier ebenso Pferde, Enten und Gänse ein Erfrischungsbad haben konnten.                                                                                                  |    |